# Московский океанариум
«Московский океанариум» — проект океанариума недалеко от Парка Победы на Поклонной Горе.
Участок 4 га на улице Братьев Фонченко начал осваиваться в 2007 году, начальный проект предусматривал строительство объектов на 180 тыс. м² площади, в том числе океанариума площадью 24 тыс. м², а также гостиницу и комплекс апартаментов, общая стоимость проекта оценена в около $600 млн. В рамках океанариума планировалось создать более 6 тыс. экспозиций с общей аквариумной ёмкость 11 млн л, построить длинный прозрачный подводный тоннель, экспозиции предполагалось разделить по климатическим зонам (от сибирских рек до африканских озёр и коралловых рифов).
В 2008 году стройка заморожена в связи с хозяйственным спором, застройщик — структура, подконтрольная казахстанскому предпринимателю Аблязову, — успела возвести менее 10 % от запланированных площадей (16,2 тыс. м²). В 2016 году Правительством Москвы одобрен новый проект на 133,7 м² площади сооружений, в котором сохранён проект океанариума, а вместо гостиничного комплекса предусмотрено строительство жилья и ряда инфраструктурных объектов. Необходимые инвестиции в постройку океанариума оценены в 12—15 млрд руб., в жильё — 8-9 млрд руб. В 2017 году застройщик, находившийся под угрозой банкротства, заключил мировое соглашение с обязательством выплатить 8,5 млрд руб. структурам «БТА банка» (до 2009 года подконтрольного Аблязову).